# Queen City (Missouri)
Queen City é uma cidade localizada no estado americano de Missouri, no Condado de Schuyler.

## Demografia
Segundo o censo americano de 2000, a sua população era de 638 habitantes.
Em 2006, foi estimada uma população de 637, um decréscimo de 1 (-0.2%).

## Geografia
De acordo com o United States Census Bureau tem uma área de
2,7 km², dos quais 2,7 km² cobertos por terra e 0,0 km² cobertos por água. Queen City localiza-se a aproximadamente 306 m acima do nível do mar.

## Localidades na vizinhança
O diagrama seguinte representa as localidades num raio de 16 km ao redor de Queen City.